# Электра-112
Эле́ктра-112 — советский малоформатный автоматический дальномерный фотоаппарат производства Ленинградского оптико-механического объединения (1980—1984). Всего выпущено 22 800 экземпляров. В СССР фотоаппарат имел ограниченный спрос из-за высокой цены (160 рублей).
С 1977 по 1984 годы на БелОМО выпускалась схожая по конструкции шкальная фотокамера Силуэт-автомат.

## Технические характеристики
- Корпус металлический, с откидной задней стенкой. Задняя стенка при необходимости легко отделяется от корпуса.[1]
- Курковый взвод затвора и перемотки плёнки. Курок имеет два положения — транспортное и рабочее.
- Имеется блокировка спусковой кнопки при хранении и переноске.
- Обратная перемотка плёнки типа рулетка.
- Применяемый фотоматериал — 35-мм перфорированная фотоплёнка типа 135 в стандартных кассетах.
- Размер кадра — 24×36 мм.
- Объектив «Индустар-73» 2,8/40, несменный, резьба под светофильтр М49×0,75. Фокусировка по сопряжённому дальномеру. Пределы фокусировки от 0,8 м до бесконечности. На оправу объектива нанесена шкала глубины резко изображаемого пространства.
- Видоискатель оптический, со подсвеченными рамками для указания границ кадра и компенсации параллакса.
- Центральный затвор с электронным управлением. Отрабатываемая бесступенчато выдержка от 2 до 1/500 сек. «Выдержка от руки» отсутствует.
- Фотоаппарат «Электра-112» имеет только центральный синхроконтакт «Х». При применении фотовспышки с кабельным синхроконтактом требуется переходник сторонних производителей. При вставлении фотовспышки в обойму механизм камеры автоматически устанавливает выдержку 1/30 сек.
- Резьба штативного гнезда 1/4 дюйма.

## Принцип работы аппарата
- Источник питания фотоаппарата — батарея 4РЦ-53, может быть заменена на четыре дисковых никель-кадмиевых аккумулятора Д-0,06[2] или на четыре ртутно-цинковых элемента РЦ-53[3] (современный аналог РХ-625[4]), имеется контроль источника питания.
- Установка светочувствительности фотоплёнки кольцом, расположенным на оправе объектива. Значения светочувствительности от 16 до 500 ед. ГОСТ.
- Фотоаппарат «Электра-112» — автомат с приоритетом диафрагмы. Экспонометрическое устройство с сернисто-кадмиевым (CdS) фоторезистором. Экспокоррекция возможна только изменением значения светочувствительности фотоплёнки. При применении светофильтров автоматически вносятся поправки на их плотность.
- В автоматическом режиме затвор отрабатывает бесступенчато выдержку от 2 сек. до 1/500 сек. Значения диафрагмы устанавливаются вручную от f/2,8 до f/22.
- В поле зрения видоискателя расположены светодиоды контроля экспонометрического устройства. Дублирующие светодиодные индикаторы вынесены на верхнюю панель аппарата.
  - Свечение индикатора жёлтого цвета сигнализирует о том, что отрабатываемая затвором выдержка может быть длиннее 1/30 сек. Рекомендуется воспользоваться штативом или изменить значение диафрагмы, повернув кольцо регулировки в направлении жёлтой стрелки (на верхней панели камеры).
  - Свечение индикатора красного цвета сигнализирует о том, что отрабатываемая затвором выдержка может быть короче 1/500 сек (возможна передержка). Рекомендуется изменить значение диафрагмы, повернув кольцо регулировки в направлении красной стрелки (на верхней панели камеры).
- Фотоаппарат без источников питания неработоспособен.